# Z dnia na dzień (powieść)
Z dnia na dzień – awangardowa powieść Ferdynanda Goetla wydana w 1926 roku w Warszawie przez wydawnictwo „Gebethner i Wolff”, filmowana i tłumaczona na wiele języków. Przekład rosyjski powieści ukazał się w 1928 roku ze wstępem Feliksa Kona. W 1931 roku równocześnie w Anglii i Stanach Zjednoczonych ukazała się jej anglojęzyczna edycja w tłumaczeniu Winifred Cooper z przedmową Johna Galsworthy’ego. Książka spotkała się z entuzjastycznym przyjęciem krytyków; G.K. Chesterton poświęcił jej specjalny artykuł, nazywając w nim Goetla „pierwszym pisarzem, który racjonalnie opisał, co znaczy być i czuć się literatem”. W Polsce Ludowej cała twórczość Ferdynanda Goetla objęta była zakazem cenzury. W 2005 roku wydawnictwo „Arcana” wydało Dzieła Zebrane Ferdynanda Goetla.

## Treść
Akcja Z dnia na dzień rozgrywa się na dwóch planach, z których pierwszy jest dziennikiem prowadzonym przez znanego pisarza o imieniu Stanisław, mającego za sobą pobyt na zesłaniu w Turkiestanie, drugim zaś – pisana przez niego powieść oparta na wątkach biograficznych. Zdarzenia rejestrowane w dzienniku dzieją się w Polsce we wczesnych latach dwudziestych XX wieku, akcja pisanej przez Stanisława powieści rozgrywa się w wiosce na turkiestańskim stepie, dokąd jej bohater o imieniu Tadeusz trafia jako jeniec rosyjski na początku I wojny światowej. Tadeusz wraz z innym Polakiem, Ignacym, pomagają w chutorze – w gospodarstwie należącym do Marusi Radziejowskiej, urodzonej w Turkiestanie młodej Polki, córki osadnika,  pułkownika armii rosyjskiej. Między Tadeuszem a Marusią dochodzi do romansu, ale na skutek intryg odtrąconego przez nią innego mężczyzny (o nazwisku Szarota) Tadeusz trafia z powrotem do obozu jenieckiego, skąd ostatecznie ucieka, korzystając z zamętu wywołanego rewolucją. Wraca do Polski, gdzie czeka na niego żona z córeczką. Pisząc swą powieść Stanisław nie wie, że z przelotnego związku Tadeusza z Marusią urodził się syn, Staś. Trzyletni Staś, w rzeczywistości syn pisarza, pojawi się niespodziewanie w jego życiu, niedługo po tragicznej śmierci Marusi, której nie dane było wrócić do Polski. Tu fikcja powieści Stanisława przestaje być fikcją, staje się rzeczywistością.